# Sergej Ćetković
Sergej Ćetković est un chanteur monténégrin, très populaire dans les pays d'ex-Yougoslavie.

## Eurovision
Le 19 novembre 2013, il est choisi pour représenter le Monténégro au Concours Eurovision de la chanson 2014 à Copenhague, au Danemark.

## Discographie
- Kristina (2000)
- Budi mi voda (2003)
- Kad ti zatreba (2005)
- Pola moga svijeta (2007)
- 2 minuta (2010)